# Скотомогильник

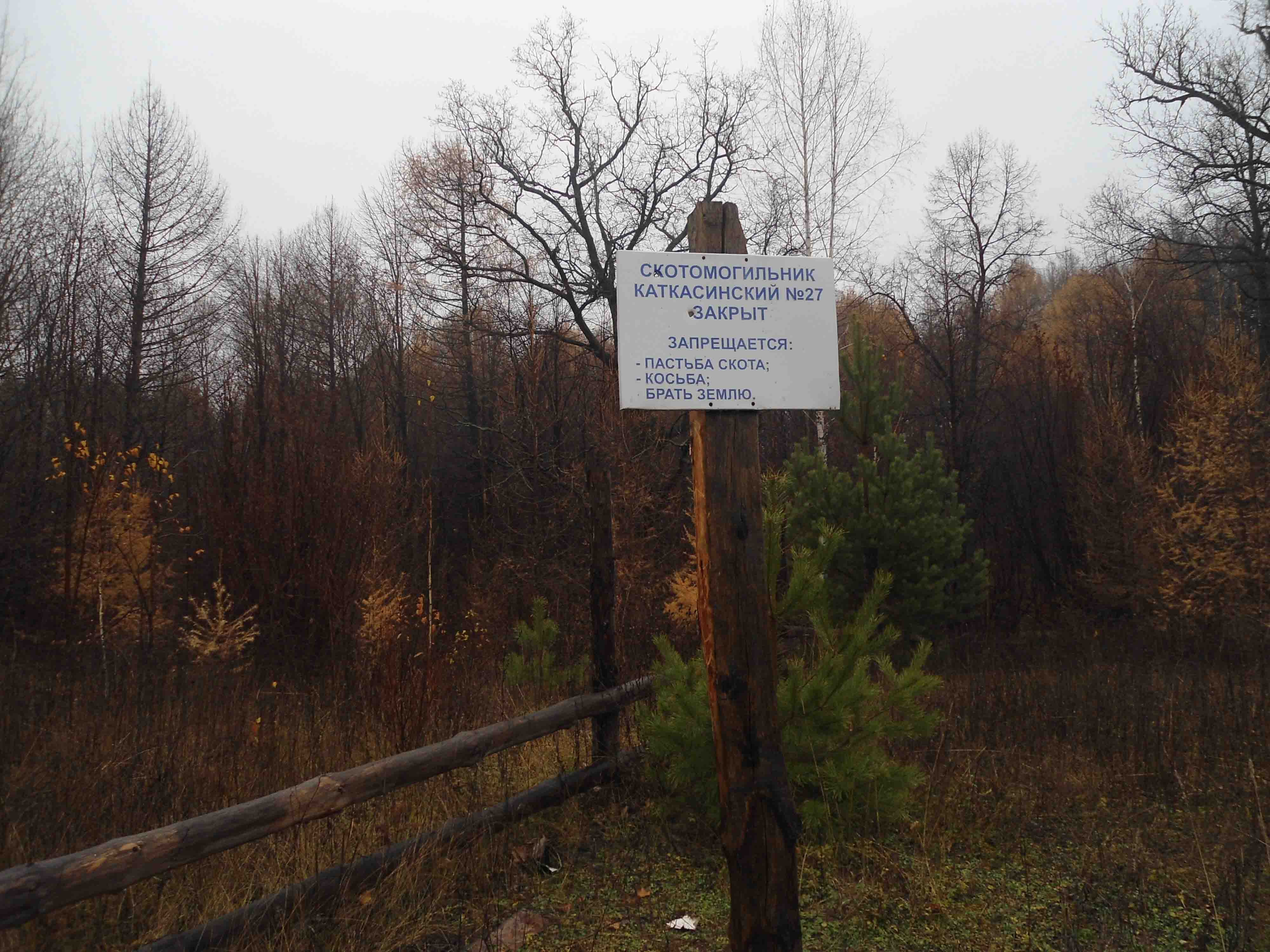
Осторожно, скотомогильник!

Скотомогильник — место для долговременного захоронения трупов сельскохозяйственных и домашних животных, павших от эпизоотии или забитых в порядке предупреждения её распространения. Особый статус охраны и учёта имеют захоронения с сибирской язвой, чумы.
Так как в России захоронение трупов животных в землю запрещено, их утилизацию и уничтожение осуществляют на ветеринарно-санитарных заводах путём переработки в мясокостную муку либо уничтожаются (сжигание в специально оборудованных инсинераторах для биологических отходов), в зависимости от заключения ветеринарного специалиста и в соответствии с нормативными документами. Во многих странах Европы трупы животных утилизируют на специальных установках или заводах.

## Скотомогильники в СССР
В СССР организация скотомогильников проводилась в широких масштабах в силу дешевизны работ по их устройству и наличия свободных площадей.
В годы Великой Отечественной войны в скотомогильниках перезахоранивали трупы немецких солдат и офицеров. Так, 3 октября 1942 года заведующий Орловским областным отделом коммунального хозяйства Шатов и инженер по водопроводу Гурьянов докладывали в Главное управление благоустройства городов Народного комиссариата коммунального хозяйства РСФСР о перезахоронении немецких трупов в Ельце:

Перезахоронение немецко-нацистских трупов по г. Ельцу произведено в апреле месяце в количестве 148 трупов, собранных из могил и разных мест города и трупов животных в количестве до 500 штук. Для захоронения трупов немецко-нацистских солдат и офицеров выбрано место, отвечающее требованиям Госсанинспекции — скотомогильники, находящиеся на расстоянии 1 км от города, с низким уровнем грунтовых вод, на возвышении, не затапливаемой паводками и весенними водами
На топографических картах места скотомогильников указываются специальным условным знаком.

## Нормативы строительства скотомогильника
По санитарным требованиям скотомогильник должен быть расположен на расстоянии не менее 1000 метров от жилых, животноводческих (в том числе и птицеводческих) построек, скотопрогонных трактов, проезжих дорог, рек, прудов и других водоёмов.
Площадь под строительство не менее 600 м², на сухом возвышенном месте не ближе 1 км от других строений, водоёмов и населённых пунктов, обносится глухим забором высотой не менее 2 м. С внутренней стороны забора вырывают ров глубиной 1,4 м и шириной 1,5 м, из вынутого грунта делают вал, через ров перекидывают мост. Глубина грунтовых вод на участке должна быть не менее 2 м. На территории скотомогильника строят одну или несколько биотермических ям — специальных сооружений (размер 3,0: 3,0 м; глубина 9-10 м) для обеззараживания биологических отходов. Стены ямы возводят из красного кирпича или других влаго- и термостойких материалов, выводят выше уровня земли на 40 см и штукатурят бетонным раствором. На дно укладывают слой щебёнки и заваливают бетоном. Перекрытия — двухслойные, между слоями закладывают утеплитель, в центре оставляют отверстие, плотно закрываемое крышкой. Из ямы выводят вытяжную трубу, над ямой строят навес. При разложении биологического субстрата через 20 дней создается температура 65-70 °C, обеспечивающая гибель патогенных микроорганизмов. Повторное использование биотермической ямы разрешается через 2 года после последнего заброса и при условии отсутствия возбудителей сибирской язвы в имеющихся остатках.
Место для скотомогильника выбирается по требованиям нормативных документов и согласуется с органами местной администрации по представлению организации государственной ветеринарной службы, согласованному с центром санитарно-эпидемиологического надзора.